# Foeata
Foeata (auch: Foiata) ist eine kleine Insel in der tonganischen Inselgruppe Vavaʻu.

## Geographie
Foeata ist eine der westlichsten Inseln im Archipel Vavaʻu. Sie liegt am westlichen Rand des Atolls in der Verlängerung von Hunga und Fofoa, zusammen mit ihrer „großen Schwester“ Foelifuka. Sie bildet mit Foelifuka und Vakaʻeitu im Südosten den Eingang zum Ava-Pulepulekai-Kanal.

## Klima
Das Klima ist tropisch heiß, wird jedoch von ständig wehenden Winden gemäßigt. Ebenso wie die anderen Inseln der Vavaʻu-Gruppe wird Foeata gelegentlich von Zyklonen heimgesucht.